# Konjski graben
Konjski graben je potok, ki svoje vode nabira v hribovju vzhodno od Ljubljane, v okolici vasi Janče. Izliva se v potok Lutnik, ki se vzhodno od vasi Podgrad kot desni pritok izliva v reko Savo. 